# Lisna Stinka
Lisna Stinka (ukr. Лісна Стінка) – wieś na Ukrainie, w obwodzie charkowskim, w rejonie kupiańskim. W 2001 liczyła 494 mieszkańców, spośród których 404 posługiwało się językiem ukraińskim, 89 rosyjskim, a 1 innym.